# Мой друг — обезьяна
«Мой друг — обезьяна» (англ. My Gym Partner’s a Monkey) — американский мультсериал, созданный Тимоти и Джули МакНэлли Кахилл. Производство студии Cartoon Network. Специальный выпуск ко Дню Благодарения ознаменовал собой конец сериала.

## Сюжет
История повествует о мальчике по имени Адам Лайон (англ. Adam Lyon). После технической ошибки, его перевели из средней школы Честера Артура в среднюю школу для животных имени Чарльза Дарвина. После перевода он познакомился с Джейком Обезьянкой в тренажёрном зале (отсюда и название). Хотя Джейк и любит повеселиться за чужой счёт, к Адаму он правда привязался. Самые комичные моменты шоу построены на попытках Адама примириться с требованиями зоошколы и общества, несмотря на его человеческую ограниченность и непохожесть на остальных учеников.
Большая часть школы Чарльза Дарвина спроектирована в соответствии с особенностями конкретной среды обитания. Здесь есть трубы с водой, по которым плавают рыбы, вьющиеся растения, водоёмы. Некоторые животные, как например, «Челюсть» Акула, используют различные устройства, которые помогают им жить вне обычной среды обитания. Так, «Челюстью» использует наушники с водой, которая циркулирует через его жабры. В ранних эпизодах главные герои по непонятным причинам даже могли дышать под водой.
Средняя школа Чарльза Дарвина — единственная школа для животных в округе, об этом упоминается в эпизоде «Формальность»; также есть высшая школа для животных на восточном побережье. Ещё существует средняя школа для растений, куда Джейка случайно перевели, приняв его за паучкообразное растение (в английской версии в фамилии Джейка присутствует часть «spider» — паук). Школа конкурирует с человеческой в различных областях, в частности в лёгкой атлетике. В одной серии, где Адам хочет вернуться в свою старую школу в день обмена, все учителя похожи на своих коллег из школы для животных.

## Персонажи

### Главные герои
Адам Лайон (англ. Adam Lyon) — юный бельгийский мальчик 12 лет, которого по ошибке перевели в школу для животных, неправильно написав его имя («Lyon» — «Lion» — «лев»). Как предполагает название мультсериала, Адама на уроке физкультуры поставили в пару с Джейком Обезьянкой, теперь они хорошие друзья. Идеи Джейка всегда создают Адаму проблемы. Будучи физически слабым для этой школы, мальчик постоянно становился объектом охоты для других учащихся (особенно в серии, где был снят запрет на охоту на него), а когда это прошло его постоянно надували из-за незнания специфики. У него забитый характер и, обучаясь в школе для животных, он приобрёл репутацию постоянно жалующегося на происходящее в школе. Порой Адам может быть эгоистичным и упрямым. За пределами школы часто встречается с девочкой по имени Керри, в которую тайно влюблён. К середине сериала кажется, что Адам балансирует на грани безумия. По ходу сериала заметен интерес Адама к клоунам, его любимый супергерой — Капитан Клоун; он надеется попасть в летний лагерь для клоунов и позднее поступить в колледж этой же направленности.
Озвучивала Ника Футтерман.
Джейкоб П. «Джейк» Обезьянка (англ. Jacob P. «Jake» Spidermonkey) — обезьянка с ирландскими корнями, семейства паукообразных, который быстро стал лучшим другом Адама. Он очень привязан к мальчику и ненавидит, когда его нет рядом. Джейк очень эмоциональный и глупый, слова и действия Адама принимает близко к сердцу, порой реагируя чрезмерно драматически. Может быть ленивым и эгоистичным, но в то же время он довольно разумен. Точно с таким же успехом Джейк частенько проявляет наклонности, характерные женским особям. Одна из рабочих шуток — это забота Джейка о благополучии его зада; однажды дошло до того, что он вырос такого размера, что заслонил собой солнце. наряду с остальными животными, обезьянка живёт близко к школе, так что может видеть её из своего окна. Джейк выглядит очень неразумным. Как пример, однажды он поверил, что существуют морские обезьяны, когда же он нашёл их, это оказалась всего лишь приманка для рыб. Но на это Джейк просто сказал: «Ну что ж, никто не совершенен». В высшей школе учится старший брат Джейка.
Озвучивал Том Кенни.
Горилла Виндзор (англ. Windsor Gorilla) — очень умная афроамериканская горилла, мирный, часто сбивает других с толку своей мудростью. Говорит в мягкой и монотонной манере, комбинируя сложные технические термины. Когда он говорит, двигается только тот уголок рта, что ближе к камере, остальной рот остаётся закрытым. Обычно его можно увидеть со Слипсом, и Виндзор выступает лидером их дуэта. Он проявляет больше участия к проблемам Адама, так как хорошо разбирается как в человеческой, так и в животной природе, хотя иногда и даёт волю своим животным инстинктам. Старший брат Виндзора из высшей школы играет в школьной футбольной команде.
Озвучивал Рик Гомес.
Питон Слипс (англ. Slips Python) — питон из Кореи, спокойный, употребляет уличный сленг. Он плохо учится и чрезмерно мечтателен, вследствие чего верит всему, что слышит и часто становится источником дезинформации. Как у змеи, у него нет рук, тем не менее он носит футболку. В старшей школе у Слипса есть сестра, но у неё довольно грубый голос, хоть она и девушка.
Озвучивал Рик Гомес.
Гваделупе «Крошка» Тукан (англ. Guadalupe «Lupe» Toucan) — мексиканский тукан-девочка, крикливая, язвительная, материалистка, хотя и считает себя кроткой и не требующей многого. Её лучшая подруга — Ингрид, над которой она доминирует больше, чем над кем-либо. Увлекается поп-культурой, интересуется знаменитостями и модой. Не любит молоко. Говорит с некоторым преувеличением, пытается изображать акцент Чикано. У Лупе есть сестра в высшей школе. Её бойфренда зовут Кори Гриф, можно увидеть в эпизоде «Влюблённая крошка».
Озвучивала Грей Делайл.
Жираф Ингрид (англ. Ingrid Giraffe) — жирафа-иудейка, самая умная в школе. Её длинная шея заставляет чувствовать себя неуверенно, и та пытается слиться с окружающей обстановкой. В основном видно как шея уходит за край экрана, а потом опять возвращается в кадр, что показывает насколько длинна её шея; порой же видно только нижнюю часть шеи. Лупе частенько успокаивает подругу, когда та пытается дать совет, и вообще руководит их «дружбой». Ингрид влюблена в Адама, а он предпочитает игнорировать это. она самая слабая в группе.
Озвучивала Грей Делайл.

### Второстепенные персонажи
Вёрджил «Челюсть» Акула (англ. Virgil «Bull» Sharkowski) — афроамериканская акула, школьный хулиган, который любит обижать маленьких и отнимать их завтраки. Всех пугает его присутствие, но порой угрозы акулы не действуют из-за его тонкого писклявого голоса. Пусть он и хулиган, но у него мягкая душа, однако он этого не показывает. Для него было выбрано такое имя, так как известно, что акула-бык — самая злая акула. У «Челюсти» есть старшая сестра Еврипида, которая окончила среднюю школу и оставила о себе неизгладимое впечатление, из-за чего у Акулы развивается комплекс неполноценности при одном только упоминании её имени; хоть она и в два раза меньше брата, но задирала учеников используя женские насмешки, а не физическую силу.
И Вёрджила и Еврипиду озвучивал Фил Ламарр.
Генри Броненосец (англ. Henry Armadillo) — ирландский шотландец с техасским акцентом. Носит большие очки, увеличивающие его глаза, социально незащищён, старается подружиться с кем-нибудь и при том довольно стереотипен. Вполне вероятно, что он самый глупый в школе. Является корреспондентом школьной газеты.
Озвучивал Том Кенни.
Попрыгунчик Дики (англ. Dickie Sugarjumper) — поссум-англичанин, со стереотипными манерами англичан. Пишет сценарии для всех лучших комиков школы. Его коронная фраза: «Здрасьте! Как ваши штаны?».
Озвучивал Том Кенни.
Слонёнок Инду (англ. Endugu Elephant) — ямайский слон. Очень большой, хотя и не настолько, как Ингрид. Иногда хулиганит, но в основном обычный ничем не выделяющийся ученик.
Озвучивал Фил Ламарр.
Маргарет Носорог (англ. Margaret Rhino) — норвежский носорог, дружит с Латанией Бегемот и Джоанни Вол. Хотя этот вид самый редкий, в мультсериале учитель Адама и Джейка утверждал, что самым редким является вьетнамский носорог (на самом деле такого вида не существует).
Озвучивала Ника Фаттерман. Латанию и Джоан озвучивали Кри Саммер и Грей ДеЛисл.
Джеймс Муравей (англ. James Ant) — итальянский муравей, дружит с Генри и часто получает тумаки от учителей и учеников школы.
Озвучивал Рик Гомес.

### Учителя и сотрудники школы
Директор Пикси (англ. Principal Poncherello Pegone Pixiefrog) — шотландская лягушка. Будучи строгим, но справедливым директором, он умело руководит школой. Порой на него наступают ученики и учителя, возможно поэтому старается передвигаться на сигвее. Панически боится судебных исков, юристов — хороший пример литикафобии. Говорит так же как Виндзор — одним уголком рта, разве что громче. Адам всегда обращается к нему, если его что-то беспокоит и директор помогает ему разобраться. У Пикси есть мать, которая досаждает ему. Когда-то была девушка по имени Ленор (отсылка к стихотворению «Ворон» Эдгара Алана По). Стал учителем года.
Озвучивал Морис Ламарш.